# Hôtel de Châteaurenard
L’hôtel de Châteaurenard est un hôtel particulier d'Aix-en-Provence, situé au cœur du bourg Saint-Sauveur, à l’angle de la rue des Brémondis et de la rue Gaston-de-Saporta, au no 19 de cette dernière.
Il jouxte l’hôtel de Grimaldi-Régusse dit Boyer de Fonscolombe, no 21, évoqué dans la suite de cet article.

## Histoire

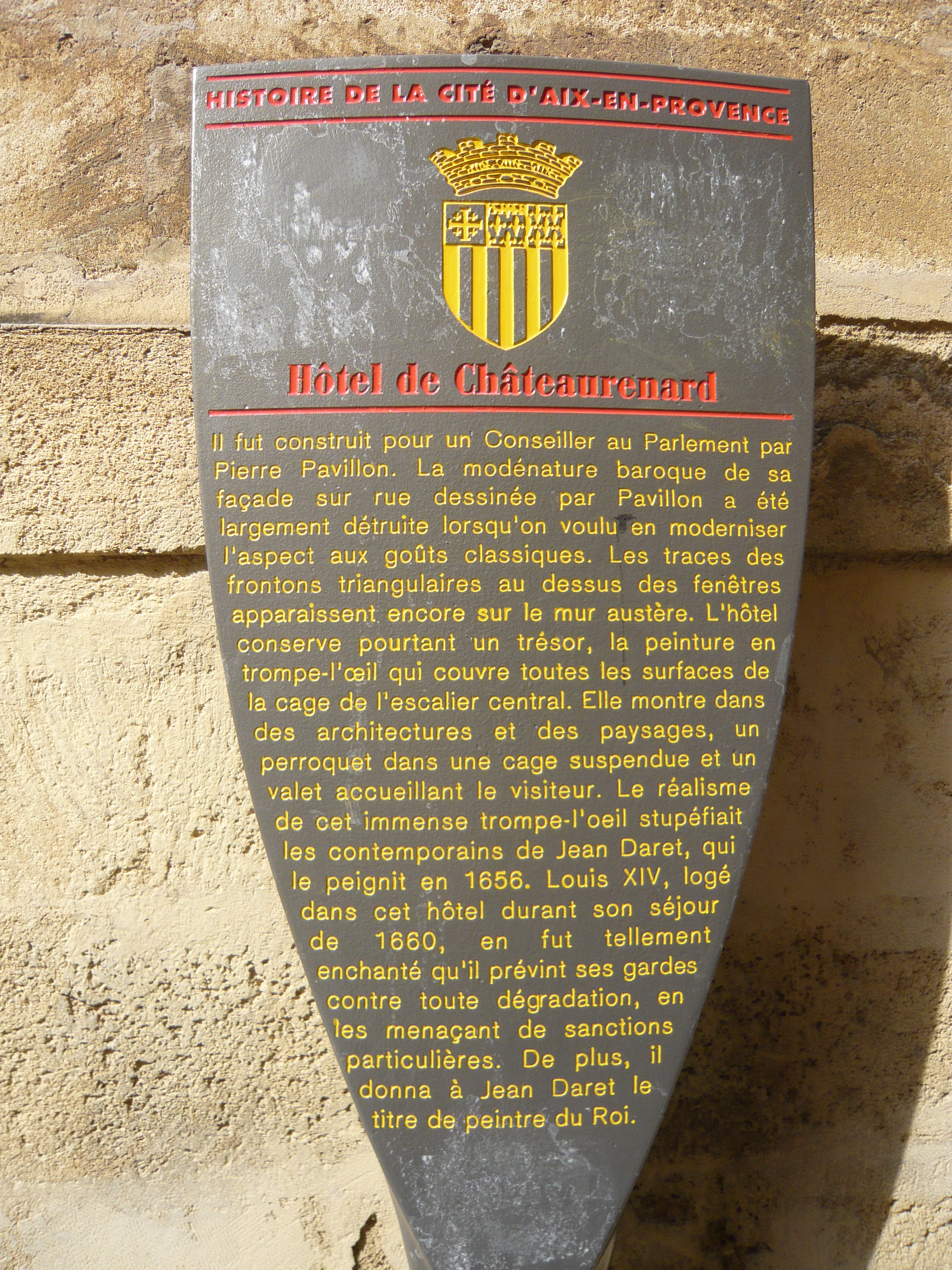
Panneau d'information historique sur l'Hôtel de Chateaurenard, placé par la municipalité d'Aix-en-Provence

L’hôtel est construit vers 1650 par l’architecte Pierre Pavillon (1612-1670).
En 1654, Jean Daret, peintre bruxellois établi à Aix dès 1636, décore la cage d’escalier d’un magnifique trompe-l’œil, en cours de restauration.
En 1660, le propriétaire de cet immeuble, Jean-François d'Aimar-d'Albi, baron de Châteaurenard, conseiller au parlement, eut l’honneur d’offrir la disposition de ces lieux à Louis XIV, alors âgé de 21 ans, lors de son déplacement en Provence à partir du 17 janvier 1660. le roi quitte Aix le 14 mars pour se marier le 9 juin avec l'infante d'Espagne Marie-Thérèse à l'église Saint-Jean-Baptiste de Saint-Jean-de-Luz. La décoration de l'escalier de l'hôtel ayant étonné le roi, celui-ci a invité Jean Daret à venir travailler pour la décoration des deux pavillons du château de Vincennes.
Venant d’Arles, le jeune monarque s’y installa du 17 janvier au 14 mars 1660. Ce séjour fut interrompu la première fois pour se rendre à Saint-Maximin-la-Sainte-Baume, Toulon et Hyères, la seconde pour rétablir son autorité à Marseille.
L’hôtel voisin du président Régusse, qui avait été relié par le percement de portes à l’hôtel de Châteaurenard, était également laissé à la jouissance du souverain. Un pont en bois fut construit au-dessus de la rue Gaston-de-Saporta, entre l’hôtel Maynier d’Oppède et la maison du chapitre, afin de permettre à Sa Majesté de se rendre, à couvert, au palais de l’Archevêché.
En 1727, Sexte-Gabrielle d'Aimar épousa Jean-Louis-Gabriel de Thomassin, marquis de Saint-Paul, vicomte de Reillanne, président au parlement de Provence, qui devint, par sa femme, baron de Châteaurenard.
L'hôtel, sa cour, sa fontaine et son mur de clôture sont classés au titre des monuments historiques depuis le 10 avril 1990.
Il abrite aujourd'hui le bureau information culture de la ville d'Aix-en-Provence.

## Le trompe-l’œil de Jean Daret

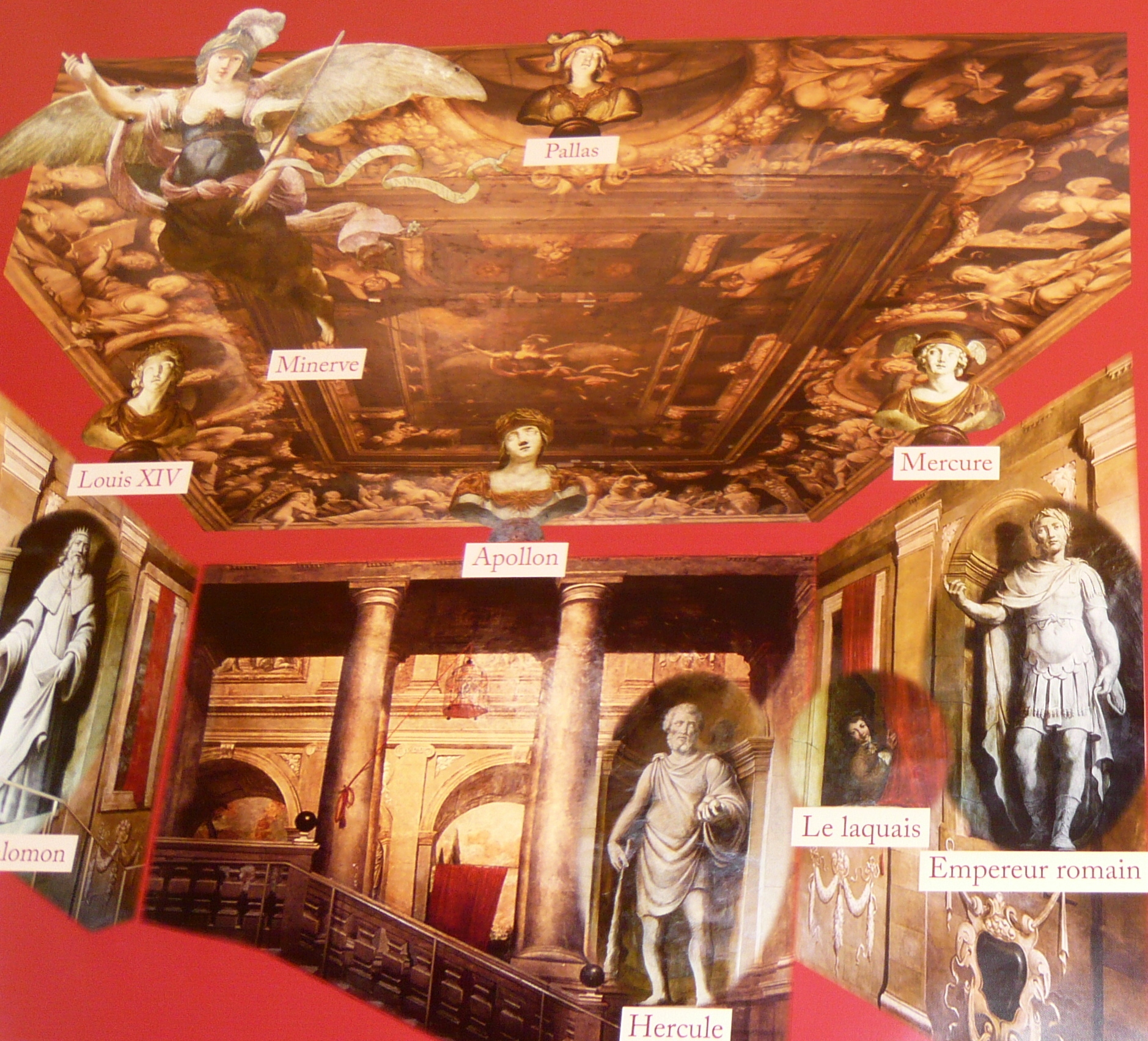
Panneau de la restauration du trompe-l'œil de Jean Daret

Cette œuvre séduisit Louis XIV qui nomma Jean Daret « Peintre du Roi ».
Elle représente Pallas Athéna, déesse de la sagesse, protectrice des sciences et des arts, survolant les allégories des arts libéraux :
- autour de Pallas, figurent la grammaire et la rhétorique,
- autour de Louis XIV, l’arithmétique et la géométrie,
- autour de Mercure, la logique, la peinture et la sculpture,
- autour d’Apollon, la musique et l’astronomie[2].

Sur le phylactère de Minerve figure le texte : « Virtus immortalis », soit « Vertu immortelle ».